# Parafia św. Marii Magdaleny w Radzimowie Górnym
Parafia św. Marii Magdaleny w Radzimowie Górnym – parafia rzymskokatolicka dekanacie leśniańskim w diecezji legnickiej. Erygowana 1 stycznia 1946 r. Parafia prowadzona jest przez księży diecezjalnych. Obecnie funkcję proboszcza sprawuje ks. Andrzej Wojciechowski. Do parafii należą mieszkańcy Radzimowa oraz Biernej.

## Proboszczowie
- o. Stanisław Budzan OFMConv. 1946–1948
- ks. Stanisław Zimny 1948
- ks. Karol Mazur 1948–1950
- ks. Piotr Zagniński 1950–1952
- ks. Józef Burzyński 1952–1953
- ks. Kazimierz Białowąs 1953–1955
- ks. Zygmunt Kurzak 1955–1957
- ks. Szczepan Kurzak 1957–1966
- ks. Ryszard Jakubowski 1966–1973
- ks. Edmund Wiącek 1973–1986
- ks. Franciszek Jaworski 1986–2001
- ks. Andrzej Wojciechowski 2001–